# Радничка партија Курдистана
Радничка партија Курдистана, много познатија по свом курдском акрониму PKK (курд. Partiya Karkerên Kurdistani), била је курдска милитантна организација која је водила оружану борбу од 1984. до 2013. године против Турске, ради остваривања права на самоопредјељење Курда у Турској, који чине 10—25% популације, а били су изложени репресијама десетљећима. Организација је основана 1973. године у селу Фис (у близини Лиџа) од стране групе радикалних курдских студената предвођених Абдулахом Оџеланом. Идеологија PKK је првобитно представљала фузију револуционарног социјализма, курдског национализма и тражења основа за независност, марксистично-љењинистичке државе у региону познатом као Курдистан.
Међутим, када је ухапшен и притворен 1999. године, лидер PKK, Абдулах Оџелан, је одбацио марксизам-лењинизам, тражећи да партија прихвати нову политичку платформу „Демократског конфедерализма“ (јак утицај либертаријанско социјалистичке филозофије комунализма) док је опозвао своје званичне позиве за успостављање потпуно независне државе. У мају 2007. године, бивши чланови PKK су основали , кровну организацију Курда из Турске, Сирије, Ирака и Ирана. Оџелан је, 20. марта 2005. године, описао потребу за демократским конфедерализмом и потом рекао: 
Демократски конфедерализам Курдистана није државни систем, то је демократски систем народа без државе… Узима моћ из народа и прихвата да достигне самодовољност у сваком пољу, укључујући економију.
PKK је 2013. године пристао на прекид ватре и почео полако да повлачи борце у Јужни Курдистан као дио такозваног „Процеса рјешења” између Турске и дуго обесправљене курдске мањине.
Име PKK се обично користи као синоним за име њеног оружаног крила, Народне одбрамбене снаге (HPG), који се раније звао Курдска народноослободилачка армија (ARGK). PKK је постављена на листу терористичких организација од стране неколико организација и држава, као што су НАТО, Сједињене Америчке Државе и Европска унија.